# Synekliza Taudeni

Ważniejsze syneklizy zachodniej Afryki

Synekliza Taudeni – rozległa synekliza platformy afrykańskiej, w obrębie kratonu zachodnioafrykańskiego, między tarczą regibacką na północy a wyniesieniem gwinejskim na południu oraz obszarem struktur neoproterozoicznych na wschodzie a strefą regeneracji panafrykańskiej, związanej z orogenezą panafrykańską (ok. 730 – 600 mln lat temu), na zachodzie. Ze średnicą około 1200 km jest jedną z największych synekliz na świecie.
Najstarszymi skałami wypełniającymi obniżenie są dolomity ze stromatolitami i piaskowce, pochodzące sprzed orogenezy panafrykańskiej. Te z kolei przykrywają morskie i lądowe osady paleozoiczne, poprzecinane żyłami diabazowymi. Utwory te są lekko sfałdowane, co jest efektem oddziaływania orogenezy hercyńskiej na obszarze Antyatlasu. Między dolomitowymi i piaskowcowymi (prekambryjskimi) a paleozoicznymi skałami występuje luka stratygraficzna. Wyżej leżą osady kontynentalne mezozoiku i kenozoiku, tj. dolnej kredy, neogenu i czwartorzędu. Dodatkowo, w części wschodniej syneklizy występują morskie osady górnej kredy. Na północy zalega warstwa osadów z karbonu o powierzchni kilku tysięcy km², wśród nich łupki bitumiczne.